# Christophe Neff
Christophe Neff (* 10. Juni 1964 in Tübingen) ist ein deutsch-französischer Geograph mit Schwerpunkt in der Landschafts- und Feuerökologie.

## Leben
Neff ist eines von drei Kindern der Politikerin Evelyne Marie France Neff. Er verbrachte Kindheit und Jugendzeit in Schramberg und der Raumschaft Schramberg im Schwarzwald. Nach Abitur und Wehrdienst begann er ein Geographiestudium an der Universität Mannheim. Neff schloss das Studium der Geographie und Biogeographie an der Universität Mannheim und der Université Paul Valery in Montpellier 1993 mit einer Diplomarbeit über Waldbrandrisiken in Südfrankreich ab. 1999 wurde er an der Universität Mannheim bei Peter Frankenberg mit einer Arbeit über die Modellierung von Vegetations- und Feuerdynamik im Mittelmeerraum promoviert. Er forschte anschließend als Postdoc (weiterhin an der Universität Mannheim) über den Zusammenhang zwischen Vegetations-, Landschafts- sowie Feuerdynamik und Klimawandel im Mittelmeerraum.
Seit Herbst 2006 ist Neff am Institut für Geographie und Geoökologie der Universität Karlsruhe als Akademischer Rat in Lehre, Forschung und Wissenschaftsverwaltung tätig. Aufgrund des medialen Interesses an Waldbränden im Mittelmeerraum und den Zusammenhängen mit dem globalen Klimawandel trat Neff verschiedentlich als Experte in Rundfunk- und Fernsehsendungen auf; außerdem veröffentlichte er zu seinem Themengebiet in populärwissenschaftlichen Publikationen und gab Interviews in internationalen Tageszeitungen. Neff setzt sich schon seit Jahrzehnten für den Einsatz und die Anschaffung von amphibischen Löschflugzeugen vom Typ Canadair (wie z. B. Canadair CL-415 oder Nachfolgemodelle) für die Waldbrandbekämpfung in der Schweiz und Deutschland ein.
Neff war aktiver Reserveoffizier. Er ließ sich in der Luftlandebrigade 25 in den 1980er-Jahren zum Reserveoffizier ausbilden und war zuletzt Oberstleutnant der Reserve. Im Februar 2022 teilt Neff in einem Blogbeitrag mit, dass die aktive Zeit als Reserveoffizier seit Oktober 2021 beendet sei, und er abgesehen von seinem Fallschirmjägerbarett aus Nagolder/Calwer Zeit und seinen Oberstleutnant-Schulterklappen alle persönlichen Ausrüstungsgegenstände in Germersheim abgegeben habe.
Neff lebt in Grünstadt und dem südfranzösischen Leucate.

## Blog paysages
Von Mai 2009 bis April 2019 gab Neff ein deutsch-französisches Blog namens paysages (dt. = Landschaften) auf der Blogplattform les Blogs leMonde.fr heraus. Am 23. April 2019 veröffentlichte er einen zweisprachigen (deutsch-französischen) Blogbeitrag in paysages, auf dem er das Ende des Blogpaysages auf LeMonde.fr bekannt gab, da LeMonde.fr am 5. Juni 2019 seine Abonnentenblogs schließen werde. In dem gleichen Blogbeitrag, stellte er auch fest, dass seiner Ansicht nach der kulturelle Graben, der Deutschland und Frankreich trennt, zur Zeit so groß wie schon lange nicht mehr ist. Im Juni 2021 veröffentlichte er einen dreisprachigen (französisch, deutsch, englisch) Rückblick auf 12 Jahre Redaktion des Blogs paysages, der auch eine Liste mit den meistbesuchten/gelesenen Blogbeiträgen enthält. Im Januar 2022 stellte er fest, dass ein Großteil der Links aus den Zeiten als paysages noch bei le Monde.fr gehostet wurde, zwischenzeitlich verschwunden sei. Anlässlich des 60. Geburtstag des Élysée-Vertrages stellte Neff ernüchternd in seinem Blog fest, „dass der „Graben“ der Frankreich und Deutschland trennt, immer größer wird“.

## Schriften
- Waldbrandrisiken in den Garrigues de Nîmes (Südfrankreich): eine geographische Analyse. Geographisches Institut der Universität Mannheim, Mannheim 1995, ISBN 3-923750-50-1.
- Sebastian Lentz, Christophe Neff, Rainer Lukhaup, Thomas Ott, Frank Swiaczny (Hrsg.): Gedenkschrift für Rainer Joha Bender. Geographisches Institut der Universität Mannheim, Mannheim 1996, ISBN 3-923750-66-8 (Mannheimer geographische Arbeiten. H. 44).
- Medgrow: Vegetationsdynamik und Kulturlandschaftswandel im Mittelmeerraum. Geographisches Institut der Universität Mannheim, Mannheim 2000, ISBN 3-923750-80-3 (Mannheimer geographische Arbeiten. H. 52).
- Alexander Scheid, Christophe Neff, Christoph Jentsch (Hrsg.): Flächenextensivierung im Mittleren Schwarzwald. Ergebnisse und Diskussion der in der Raumschaft Schramberg durchgeführten geographischen und landschafts-feuerökologischen Untersuchungen. Geographisches Institut der Universität Mannheim, Mannheim 2004, ISBN 3-923750-92-7 (Materialien zur Geographie. 34).
- Marco Conedera, Christophe Neff, Marco Moretti: Ökologische Folgen von Waldbränden in der Südschweiz; in: Geographische Rundschau, Heft 4/2009.
- Christophe Neff: Erfahrungen mit dem Einsatz von kontrolliertem Feuer in Naturschutz und Landschaftspflege – Beispiele aus den französischen Pyrenäen und dem Schwarzwald; in: Landschaften als Lebensraum (Tagungsband mit Kurzfassungen der Beiträge zur 2. Jahrestagung der IALE-Region Deutschland vom 13. – 15. September 2001; PDF; 1,7 MB); Oldenburg 2001.